# Eunidia bremeri
Eunidia bremeri är en skalbaggsart som beskrevs av Stefan von Breuning 1981. Eunidia bremeri ingår i släktet Eunidia och familjen långhorningar. Inga underarter finns listade i Catalogue of Life.